# Mansfield (Massachusetts)

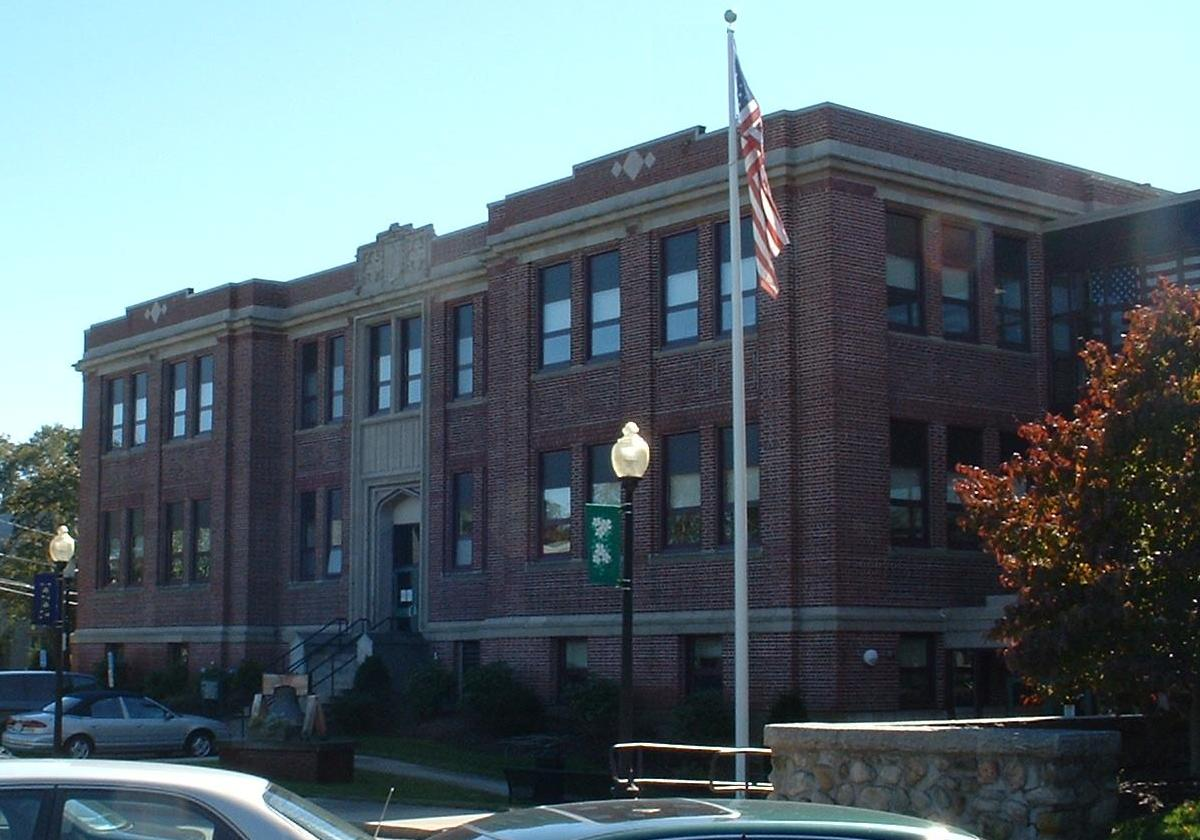
Das Rathaus von Mansfield

Mansfield ist eine Stadt im Bristol County, Massachusetts, Vereinigte Staaten. Das U.S. Census Bureau hat bei der Volkszählung 2020 eine Einwohnerzahl von 23.860 ermittelt.
Die Stadt liegt zwischen den Suburbs Bostons und Rhode Islands liegt.
Das Areal von Mansfield wurde im Jahr 1658 besiedelt und 1775 eingemeindet. Im Vergleich zu anderen US-amerikanischen Kleinstädten, stieg das Bevölkerungswachstum Mansfields seit 1850 nur langsam an. Die Bücherei der Stadt wurde im Jahr 1884 gegründet.
Die Stadt wird von einem gewählten Bürgermeister (aktuell William R. Ross) und seinen Beisitzern geführt.
Die Stadt besitzt mehrere Grund- und Mittelschulen, darunter auch zwei religiöse Schulen, eine römisch-katholische und eine muslimische.  Außerdem befindet sich in der Stadt das Xfinity Center, ein Veranstaltungsgelände mit einem mehr als 20.000 Besucher fassenden Amphitheater.

## Städtepartnerschaft
Mansfield (Nottinghamshire) ist die Partnerstadt Mansfields.

## Söhne und Töchter der Stadt
Conrad C. Binkele (1867–1942), bis 1925 Leiter der Tätigkeiten der Wachtturm-Gesellschaft im Zentraleuropäischen Raum und später Mitbegründer der Freien Bibelforscher in Deutschland.